# Каманга, Рубен
Рубен Читандика Каманга (англ. Reuben Chitandika Kamanga; 26 августа 1929, Читандика, район Чипата, Северная Родезия — 20 сентября 1996, Лусака, Замбия) — политический и государственный деятель Замбии, 1-й вице-президент Замбии (24 октября 1964 — октябрь 1967)

## Биография
Сын вождя племени Читандика. Получил образование в миссионерских школах, затем в средней школе в Лусаке. Начал трудовую карьеру с работы клерком, позже в правительственном учреждении в администрации провинции, затем пробовал свои силы в бизнесе. Позже, на профсоюзной работе, занялся политикой в организации Африканского национального конгресса.
С конца 1950-х годов участвовал в борьбе за независимость Замбии от британского владычества, несколько раз арестовывался и был заключён в тюрьму. В 1958 году Каманга вступил в Объединённую партию национальной независимости (UNIP), созданную в том же году на базе запрещённого британскими колониальными властями Африканского национального конгресса Замбии.
С 1960 по 1962 год, скрываясь от репрессий властей, вынужден был жить в Каире, как представитель Объединённой партии национальной независимости. В сентябре 1961 года подписал меморандум на конференции неприсоединившихся стран в Белграде (СФРЮ). Вернулся в страну в 1962 году, став депутатом Национальной ассамблеи Замбии.
До обретения Замбией независимости был заместителем президента Объединённой партии национальной независимости.
После обретения независимости 24 октября 1964 года Каманга был назначен министром транспорта и коммуникаций, затем первым вице-президентом Замбии при президенте Кеннете Каунде. В качестве первого вице-президента страны работал три года, после ухода с поста работал в кабинете министров, в 1967 году был назначен министром иностранных дел Замбии, затем стал министром сельскохозяйственного развития (1969), также работал в Министерстве сельского хозяйства страны. В 1983 году Каманга был назначен в Центральный комитет по развитию сельских районов. До выхода на пенсию в 1990 году был членом Центрального комитета по правовым и политическим вопросам.